# Банценхајм
Банценхајм (фр. Bantzenheim) насеље је и општина у источној Француској у региону Алзас, у департману Горња Рајна која припада префектури Милуз.
По подацима из 2011. године у општини је живело 1.640 становника, а густина насељености је износила 77,29 становника/km². Општина се простире на површини од 21,22 km². Налази се на средњој надморској висини од 220 метара (максималној 229 m, а минималној 213 m).

## Демографија
| 1962. | 1968. | 1975. | 1982. | 1990. | 1999. | 2011. |
| ----- | ----- | ----- | ----- | ----- | ----- | ----- |
| 1.109 | 1.121 | 1.462 | 1.575 | 1.538 | 1.572 | 1.640 |

График промене броја становника у току последњих година